# 소해면상뇌병증

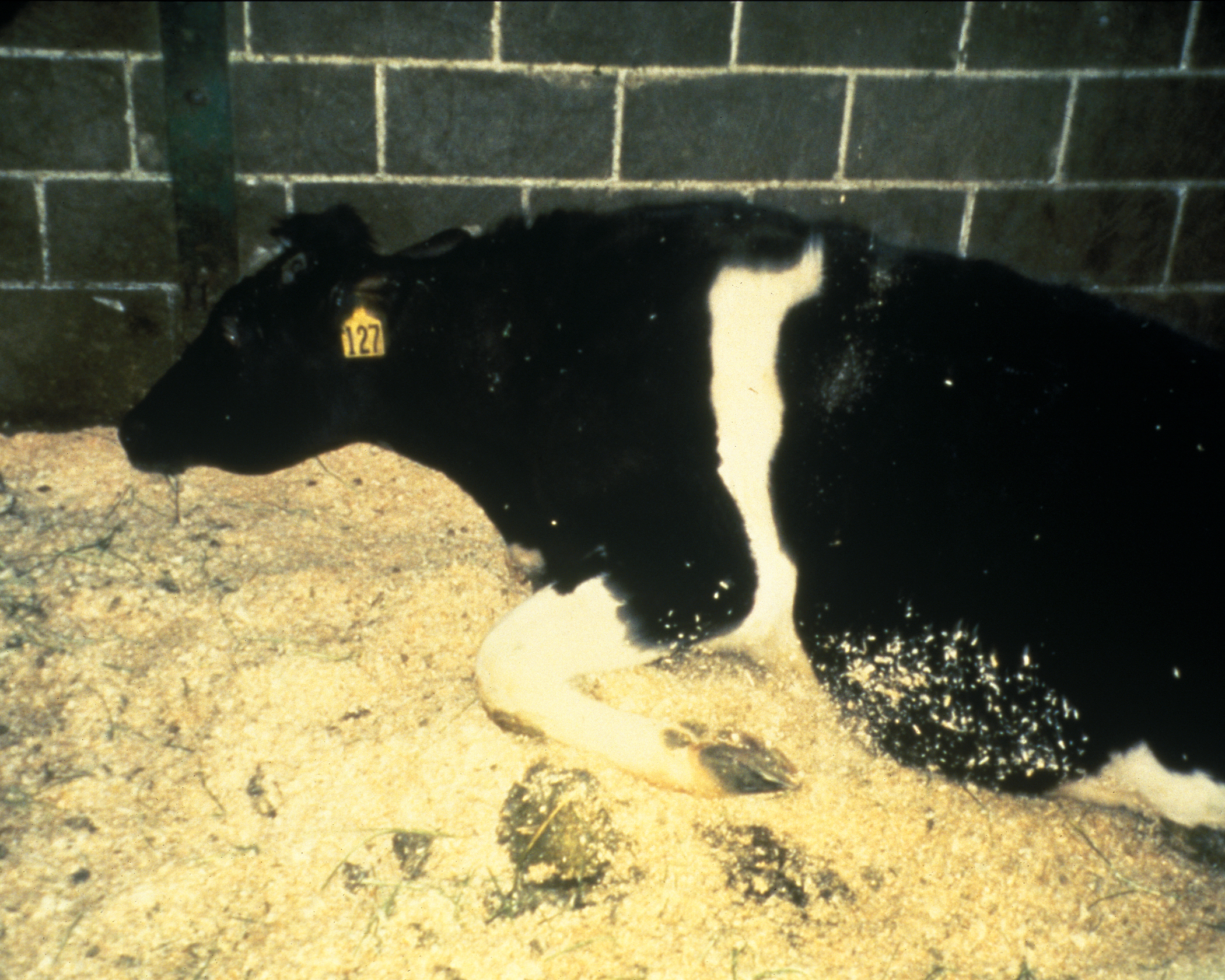
소해면상뇌증에 걸린 소, 이 같은 질환을 겪는 동물의 잘 알려진 특징은 일어서기 어렵다는 것이다.

소해면상뇌병증( - 海綿狀腦病症, 영어: bovine spongiform encephalopathy, BSE) 또는 광우병(狂牛病, 영어: mad cow disease)은 소에게서 생기는 치명적인 신경 퇴행성 질환이다. 이 질병은 소의 뇌와 척수가 스펀지(sponge, 해면) 모양으로 변질되며 눈이 붉어지는 증상이 있다. 구제역이나 우역(牛疫, rinderpest)과 같은 가축 질병 정도의 대량 발병 사태가 발생한 적은 아직 없지만, 인간에게 감염될 우려 때문에 관심을 끌고 있다. 변종 크로이츠펠트-야코프병(vCJD)은 소해면상뇌병증과 증상이나 병인체가 유사하기 때문에 소에게서 인간으로 전염된 것으로 추정된다.
아직 증명되지는 않았으나, 광우병은 소의 고기(뇌, 척수, 내장 등 포함), 또는 그 가공물을 먹은 인간에 전염될 수 있다고 여겨지고 있다.
그리고, 사람에게 발병하는 병은 크로이츠펠트-야코프병(CJD)의 새로운 변종으로 알려졌으며, 2008년 4월까지 영국에서 163명, 기타 지역에서 37명이 사망하였고, 잠복기가 긴 광우병의 특성상 그 숫자는 증가할 것으로 예상한다.
1989년에 위험성이 높은 고기에 대한 단속이 도입되기 전에 약 46만~48만 2천 마리의 광우병에 감염된 소들이 인간의 먹이 사슬 속에 들어왔다.
한국에서는 아직 광우병에 대한 감염사례가 보고되어 있지 않으며, 미국에서 광우병에 걸린 소가 발견된 2003년 이후로 미국산 쇠고기 수입을 중단·제한하였다. 이후 2008년부터 쇠고기 전면수입이 타결되었으나, 결국 제한 수입되었다. 캐나다산 쇠고기도 끝내 제한 수입되었다. 그러나 아직도 대한민국은 여전히 유럽산 쇠고기 수입을 금지하고 있다.

## 명칭
공식 명칭은 영어 ‘Bovine Spongiform Encephalopathy’를 번역한 것이다. ‘bovine’은 라틴어로 소, ‘spongeform’은 영어로 스펀지모양, ‘encephal’은 라틴어로 뇌 ‘pathy’는 라틴어로 병이라는 뜻이다. 간혹 우뇌해면증(牛腦海綿症) 또는 우해면양뇌증(牛海綿樣腦症)이라는 용어도 쓰이지만, 대한민국의 국립수의과학검역원은 “소해면상뇌증”이라는 용어를 사용하고 있다. 나라마다 주로 사용하는 용어가 조금씩 다른데 대한민국과 북아메리카의 미국과 캐나다 언론들은 주로 소해면상뇌증을 ‘광우병(MCD)’이라고 부르나, 영국과 일본의 언론들은 주로 학명인 ‘BSE’라고 통칭한다.
광우병은 소에 대한 병이지만 이와 유사한 병으로 다른 동물에게 나타나는 병도 -SE라는 이름을 가지고 있다. ‘인간 광우병’은 인간에게 걸리는 것이고, ‘광우병’은 소에 걸리는 것으로 상이한 것이지만, 대한민국 언론 등에서는 ‘인간 광우병’을 간단히 ‘광우병’을 표현하는 경우도 있다.

## 광우병 위험에 따른 등급
- 1등급(negligible)

광우병 위험이 거의 없음.
미국, 오스트레일리아, 오스트리아, 벨기에, 브라질, 불가리아, 칠레, 콜롬비아, 크로아티아, 에스토니아, 핀란드, 헝가리, 아이슬랜드, 인도, 이스라엘, 이탈리아, 라트비아, 룩셈부르크, 몰타, 네덜란드, 노르웨이, 파나마, 파라과이. 페루, 포르투갈, 루마니아, 싱가포르, 슬로바키아, 슬로베니아, 우루과이, 뉴질랜드, 아르헨티나, 대한민국, 일본
- 2등급(controlled, 광우병 위험통제국)

위험이 통제되고 있음.
캐나다, 중화민국, 코스타리카, 키프로스, 체코, 프랑스, 독일, 그리스, 아일랜드, 리히텐슈타인, 리투아니아, 멕시코, 니카라과, 폴란드, 스페인, 스위스, 영국
- 3등급(undetermined)

위험도를 측정할 수 없음.
위 1, 2등급 국가를 제외한 모든 국가

## 소의 광우병
광우병은 진전병에 걸린 양을 동물성 사료로 만들어 초식 동물인 소에게 사료로 먹이면서 감염된 것으로 추정되고 있다. 이러한 동물성사료의 광우병 인자에 노출된 소는 2~8년의 잠복기를 거쳐 발병하였다고 추정된다. 광우병에 걸린 소들은 서로 다른 증상을 보이는 데, 신경질적이고 공격적인 행동을 보이기도 하며, 자세가 비정상적이며, 걸을 때에는 중심을 잡지 못하고 앉았다가 일어서지 못한다. 우유의 생산량이 줄어들고, 식욕은 정상인데 무게는 줄어든다. 이러한 증세가 2주~6개월 정도 계속되다가 결국엔 죽게 된다.

## 인간 광우병
인간 광우병, 변종 크로이츠펠트-야코프병은 광우병에 걸린 혹은 광우병 인자를 가지고 있는 소를 사람이 섭취하면서 발생된다고 추정하고 있다. 광우병에 감염된 소를 퇴비로 써서 자란 식물을 먹고 감염된 것으로 추정된 사람도 영국에서 1명 보고되었다.
인간 광우병은 5~10년의 잠복기를 거친 후에 발생한다고 알려져 있다. 인간 광우병의 초기 증상은 기억감퇴증, 불면증, 우울증 등의 치매증상과 유사하나 발현되는 연령이 20~30대 등으로 일반 치매 환자들보다 젊다는 특징을 가지고 있다. 증상의 중기에는 제대로 걷지 못하다가, 말기에는 사망에 이르게 된다.

## 원인과 경과

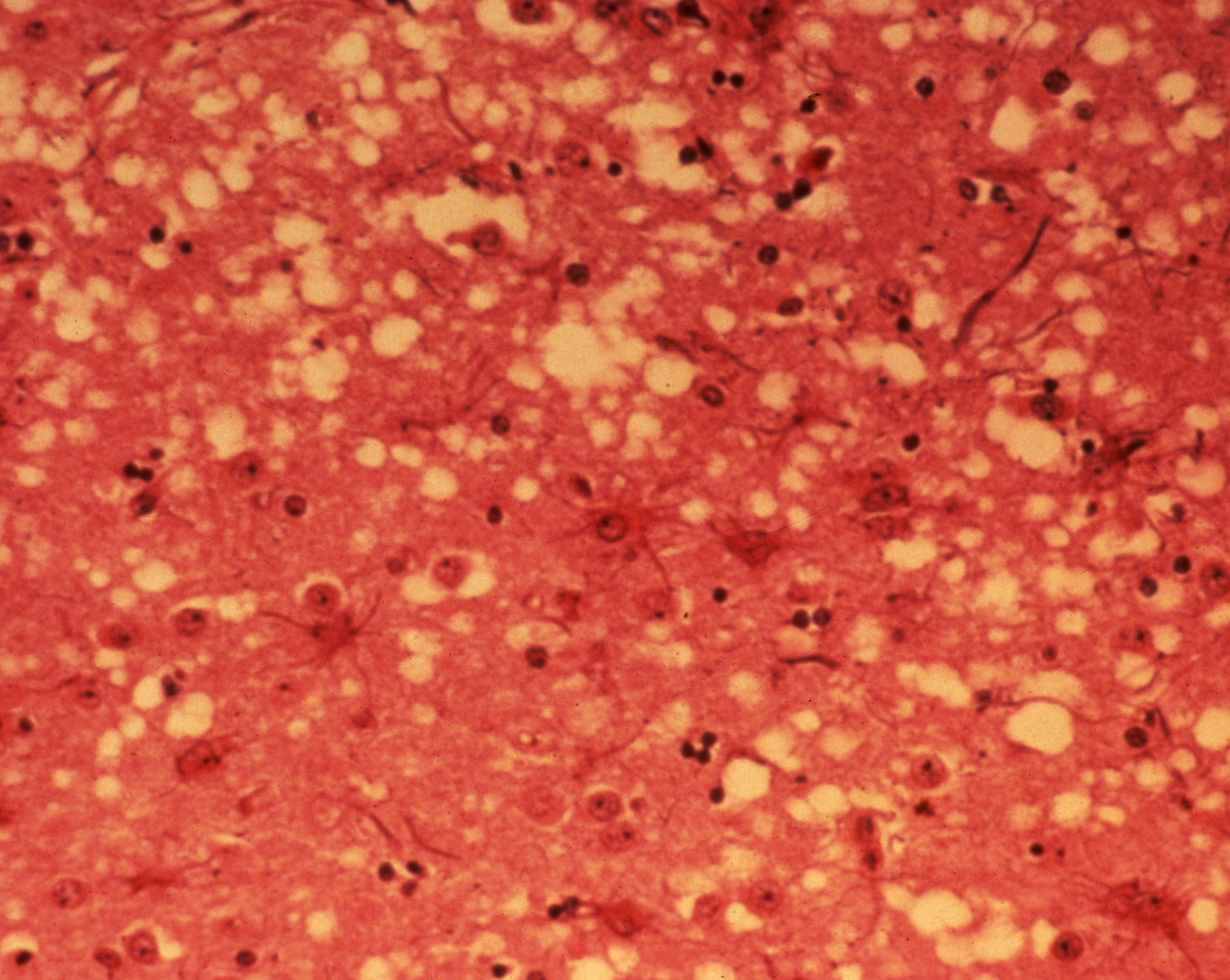
현미경으로 관측되는, 조직 부위에 발생하는 미세한 ‘구멍들’
출처: 미국 동식물검역소(APHIS)

소해면상뇌증이 발생한 근본적인 원인은 정확히 밝혀지지 않았다. 그 원인에 대해서는 소에게서 병인체인 변형 프리온 단백질이 자체 발생했다는 설에서부터 소해면상뇌증과 유사한 질병인 스크래피에 걸린 양의 부산물로 만들어진 소 사료가 소해면상뇌증의 원인이라는 설까지 다양하다.
소해면상뇌증의 병인체는 프리온(prion)이다. 프리온을 이루는 단백질을 프리온 단백질이라고 하며, 프리온 단백질에는 알파 나선 구조로 되어 있는 세포 프리온 단백질과 베타 병풍 구조로 되어 있는 변형 프리온 단백질이 있다. 세포 프리온 단백질은 자연적으로 동물의 몸 속에서 발생하는 프리온 단백질로 감염능이 없지만, 변형 프리온 단백질은 감염능이 있어 감수성이 있는 숙주에게 질환을 일으키며 감염된 조직에 접촉하면 감염될 수 있다.
소해면상뇌증은 전염성 해면상뇌증(TSE; Transmissible Spongiform Encephalopathy)의 일종이며 전염성 해면상뇌증은 세포 프리온 단백질을 변형 프리온 단백질로 변형시키는 유전자를 가진 동물에서 발병하고 건강한 동물이 변형 프리온에 오염된 조직과 접촉한 경우 감염될 수 있다. 뇌 속에서 변형 프리온 단백질은 동물의 몸 속에서 자연발생하는 세포 프리온 단백질을 감염력이 있는 형태인 변형 프리온 단백질로 변형시키고 이 변형된 세포 프리온 단백질은 다시 다른 세포 프리온 단백질을 변형시켜 변형 프리온 단백질을 기하급수적으로 증가시킨다. 증가한 변형 프리온 단백질은 단백질 덩어리가 되어 조밀한 플라크 섬유를 형성하게 되고 결국 뇌 속에 미세한 구멍이 생겨 감염된 동물은 죽게 된다.
비슷한 종류의 병으로는 크로이츠펠트-야코프병(CJD), 양에게서 생기는 스크래피, 파푸아뉴기니의 포레족의 식인풍습 때문에 발병한 쿠루병, 사슴에게서 발생하는 광록병 등이 있다.

#### 확산
소는 다른 대부분 가축들과 마찬가지로 초식동물이기 때문에 자연상태에서는 풀이나 곡식을 먹는다. 그러나 산업화한 현대 축산 체계에서는 인공 사료들이 사용되고 있는데 여기에는 항생제, 호르몬, 살충제, 화학비료나 단백질 보충제 등의 성분이 포함되어 있다. 동물의 부산물을 이용하여 만든 동물성 사료를 단백질 보충제로 사용하는 관행은 1987년 이전부터 유럽에서는 널리 퍼져 있었다. 세계적으로는 콩이 가축에게 먹이는 가장 보편적인 식물성 단백질 보충제이지만 유럽에서는 콩이 잘 자라지 않기 때문에 유럽의 축산업자들은 대용품으로 가격이 낮은 동물의 부산물을 사용하기 시작한 것이다. 이러한 관행이 소해면상뇌증의 확산에 기여했다고 여겨진다. 유럽연합(EU)은 2001년 EU에서 포유동물의 고기와 뼈를 가축사료로 사용하는 것이 전면 금지되었다. 한편 EU는2013년을 기점으로 공식적인 식용곤충에 한해서는 단계적 가축사료로 허가를 완화하고있다. 곤충학 전문가들은 곤충이 무척추동물로서 식물 단백질을 대체할 수 있는 올바른 대안으로 여기고있다.

## 특정위험부위
특정위험부위(SRM)는 섭취할 경우 변형프리온단백질(PrPSc)에 의해 병을 일으킬 위험이 높다고 여겨지는 부위로, 그 기준은 나라에 따라 다르다. 미국에서는 두개골, 뇌, 3차신경절, 눈, 등골뼈, 척수, 등근신경절과, 편도선, 말초 회장(소장의 일부)이 포함되며, 일본에서는 척수, 배근신경절을 포함한 척추, 혀와 뺨 부위를 제외한 두부(구체적으로는 눈, 뇌, 편도 등), 회장원위부(소장 끝부분)가 특정위험부위로 지정된다. 이들 부위는 식용이 되는 경우가 적지만, 화장품 등에서 원재료로서 사용되는 경우가 있다.
소뼈를 사용한 스프(국물)에는 척수가 녹아 나온다. 소해면상뇌증의 감염실험에 쓰인 소의 골수에는 감염성이 검출되는 경우가 있으나, 가축으로서 사육되어 광우병에 감염된 소의 골수로부터는 감염성이 검출되지 않았다.(골수는 특정위험부위가 아니다.)

## 영국에서의 대량 발병
1984년, 최초로 광우병으로 의심되는 133마리의 소가 발견되었다. 이 소가 죽은 후인 1985년에 소의 뇌에서 BSE를 발견하였고, 영국정부는 1986년 11월에 광우병의 심각성을 인정하였다. 이후 184,500 마리의 소가 광우병으로 죽었다.
영국에서 소해면상뇌증의 대량 발병 사태가 일어난 후 2004년까지 157명의 인간이 동일한 신경 계통의 증상을 보이는 변종 크로이츠펠트-야코프병(vCJD)에 걸려 사망하였다. 157건 중에서 148건이 영국에서 발생하였고 6건이 프랑스, 그리고 한 건이 이탈리아에서 발생했다. 아일랜드, 캐나다, 미국에서 발생한 변종 크로이츠펠트-야코프병은 모두 영국에 한 때 살았거나 방문한 적이 있는 사람들에게서 발생했다.
특히 영국에서 소해면뇌상증이 발병하게 된 결정적인 원인이 영국의 축산 관련 과학자들이 소에게 양고기로 만든 사료를 먹였기 때문이라는 설이 유력하다. 양은 양의 프리온 질병인 스크래피에 내성이 강하기 때문에 소해면뇌상증에 걸린 양은 완전히 멀쩡한 양과 모든 면에서 구분이 어려웠기 때문에 어떤 양이 스크래피에 감염되었는지 알 수가 없다. 그러나 이 사실을 인지하지 못한 영국인들은 스크래피에 감염된 양의 고기로 만든 사료를 소에게 먹임으로서 소해면뇌상증을 발병시켰다고 추정되고 있다.

## 국가별 소해면상뇌증 발병 통계
| 나라         | 소해면상뇌증 | 변종 크로이츠펠트- 야코프병 | 나라          | 소해면상뇌증 | 변종 크로이츠펠트- 야코프병 |
| ------------ | ------------ | --------------------------- | ------------- | ------------ | --------------------------- |
| 그리스       | 1            | 0                           | 오만          | 2            | 0                           |
| 네덜란드     | 84           | 2                           | 오스트리아    | 6            | 0                           |
| 덴마크       | 15           | 0                           | 이스라엘      | 1            | 0                           |
| 독일         | 415          | 0                           | 이탈리아      | 143          | 1                           |
| 룩셈부르크   | 3            | 1                           | 일본          | 34           | 1                           |
| 리히텐슈타인 | 2            | 0                           | 체코          | 28           | 0                           |
| 미국         | 4            | 3                           | 캐나다        | 16           | 1                           |
| 벨기에       | 133          | 0                           | 태국          | n/a          | 2                           |
| 스웨덴       | 1            | 0                           | 포르투갈      | 1,036        | 2                           |
| 스위스       | 467          | 0                           | 포클랜드 제도 | 1            | 0                           |
| 스페인       | 717          | 2                           | 폴란드        | 57           | 0                           |
| 슬로바키아   | 20           | 0                           | 프랑스        | 993          | 11                          |
| 슬로베니아   | 8            | 0                           | 핀란드        | 1            | 0                           |
| 아일랜드     | 1,622        | 4                           | 홍콩          | 2+           | 0                           |
| 영국         | 183,256      | 163                         | 합계          | 189,063      | 193                         |

오른쪽 표는 국가별로 보고된 소해면상뇌증(2007년 12월 7일까지)과 변종 크로이츠펠트-야코프병의 발생건수를 요약한 것이다. 소해면상뇌증은 소에게 발생하는 질병이고 변종 크로이츠펠트-야코프병은 인간에게 발생하는 질병이다.
소해면상뇌증 감염 여부를 확인하기 위한 검사 방법에 대한 규정이 나라마다 다르기 때문에 검사 방법은 그 규정만큼 다양하다. 예를 들어, 유럽연합에서는 소해면상뇌증 감염 검사를 받는 소들은 연령이 30개월 이상이지만 대부분의 소들은 그 이전에 도축된다. 반대로 일본에서는 도축할 때 모든 소들에 대하여 소해면상뇌증 감염 여부를 검사한다. 또한 변형된 프리온이 혈액이나 소변 속에 극히 미량 존재하고 달리 프리온의 존재 여부를 확인할 방법이 없기 때문에 소해면상뇌증 감염 여부를 확인하기는 힘들다. 새로운 검사 방법은 좀 더 빠르고 정밀하고 값이 싸 더 다양한 정보를 얻을 수 있는 결과를 제공해 줄 것으로 기대하지만 현재로서는 해부시에 조직 검사를 하는 것이 유일하게 신뢰할 수 있는 방법이다.
소해면상뇌증은 전 세계에서 영국이 가장 심하며 전 세계의 소해면뇌상증의 무려 96%에 달할 정도로 발병율이 높다.
오스트레일리아와 뉴질랜드에서는 소해면상뇌증 발병 보고가 없었다는 점은 주목할 만한데 오스트레일리아와 뉴질랜드에서는 대부분 소들을 초원에 방목해 키우기 때문이다. 호주에서 소들이 풀 이외의 다른 먹이를 먹는 경우는 도축되기 직전을 제외하고는 거의 없다.
이외에 중국과 러시아, 아프리카 대륙의 대부분에서도 소해면상뇌증 발병 소가 나오지 않았다.

## 관련 보도
- OIE 광우병 위험판정, 신뢰도의 세탁인가? (오마이뉴스, 2007년 5월 23일)
- 日 광우병 전문가, OIE 기준 믿을 것 못돼 (서울신문, 2008년 5월 7일)

## 같이 보기
| - 2008년 대한민국의 촛불 시위 - 2008년 대한민국 미국산 쇠고기 수입 협상 논란 - 광우병 문제 - 프리온 질병 - 프리온(프라이온) - 특정위험물질(SRM) - 회수육(RM) - 국제수역사무국(OIE) - 앉은뱅이 소(다우너) | - 패스트푸드 네이션 - 집약적 축산(공장형 축산) - 미트릭스(The Meatrix) - 항생물질 - 소월령감별 - 유기농 소고기 - 그래스 페드 비프(grass-fed beef) - 이력 추적제 - 생물학적 위험(바이오해저드) |